# 凤凰街道 (巨野县)
凤凰街道，是中华人民共和国山東省菏泽市巨野县下辖的一个乡镇级行政单位。

## 行政区划
凤凰街道下辖以下地区：
北关社区、东关社区、一街社区、新生社区、西关社区、三街社区、沈庄村、固堆庙村、郭庄村、张徐村、康庄村、冯庄村、西薛村、李庄村、吴庄村、王庄村、黄庄村、河湾荣庄村、义和庄村、苲草坡村、张坑村、林庄村、胡庄村、三里庙村、北庞村、刘庄村、佃户屯村、吴堂村和闫董村。